# Kristoffer Skjerping
Kristoffer Skjerping (Bergen, 4 maggio 1993) è un ex ciclista su strada norvegese, attivo tra gli Elite/Under-23 dal 2012 al 2019, e professionista nel World Tour dal 2015 al 2016 con il team Cannondale.

## Palmarès

### Strada
- 2011 (Juniores, una vittoria)

Campionati norvegesi, Prova a cronometro Juniores
- 2013 (Joker-Merida, una vittoria)

Campionati norvegesi, Prova in linea Under-23
- 2014 (Team Joker, una vittoria)

1ª tappa Tour de l'Avenir (Saint-Flour > Brioude)
- 2019 (Joker Fuel of Norway, due vittorie)

Ringerike Grand Prix
Gylne Gutuer

#### Altri successi
- 2016 (Cannondale)

1ª tappa Giro della Repubblica Ceca (Frýdek-Místek, cronosquadre)
- 2023 (Kjekkas IF)

Nationaldagsloppet - SweCup 5
- 2024 (Kjekkas IF)

5ª tappa Arden Challenge (Libramont > Libramont)
Götene GP

## Piazzamenti

### Classiche monumento
- Giro delle Fiandre

2015: 127º
2016: ritirato
- Parigi-Roubaix

2015: ritirato

### Competizioni mondiali
- Campionati del mondo su strada

Offida 2010 - In linea Juniores: 38º
Copenaghen 2011 - Cronometro Juniores: 17º
Copenaghen 2011 - In linea Juniores: ritirato
Ponferrada 2014 - In linea Under-23: 3º
Doha 2016 - In linea Elite: ritirato
Doha 2016 - Cronosquadre: 13º
Bergen 2017 - Cronosquadre: 13º
Bergen 2017 - In linea Elite: ritirato
Innsbruck 2018 - In linea Elite: 40º

### Competizioni europee
- Campionati europei

Offida 2011 - In linea Juniores: ritirato
Goes 2012 - In linea Under-23: 34º
Olomouc 2013 - In linea Under-23: 57º